# Iveta Knížková
Iveta Knížková, née Roubciková le 3 mars 1967 à Karlovy Vary, est une biathlète tchèque. 

## Carrière
En Coupe du monde, elle est présente à partir de la saison 1991-1992, où elle participe aux Jeux olympiques d'Albertville, où elle est 41e du sprint.
Durant l'hiver 1992-1993, elle obtient trois podiums en relais en Coupe du monde et surtout le titre mondial du relais à Borovets. Pour la dernière course de sa saison, elle est quatrième du sprint de Lillehammer, le meilleur résultat individuel de sa carrière.
Sa carrière ne s'étend pas au-delà des Jeux olympiques d'hiver de 1994, où elle est 34e du sprint et de l'individuel et 7e du relais.

## Palmarès

### Championnats du monde
- Médaille d'or en relais en 1993.

### Coupe du monde
- Meilleur classement général : 21e en 1993.
- 4 podiums en relais.